# FreeSBIE
FreeSBIE was een live-cd gebaseerd op kernel 6.2 van het FreeBSD-besturingssysteem. Dit houdt in dat het besturingssysteem getest kon worden zonder het effectief te installeren. FreeSBIE maakte gebruik van de desktopomgevingen Xfce en Fluxbox.